# Nathan MacKinnon
Nathan MacKinnon (ur. 1 września 1995 w Halifaksie, Nowa Szkocja) – kanadyjski hokeista, reprezentant Kanady.

## Kariera klubowa
- Shattuck St. Mary’s Bantam T1 (2009–2010)
- Shattuck St. Mary’s U16 (2010–2011)
- Halifax Mooseheads (2011–2013)
- Colorado Avalanche (2013-)

Wychowanek Cole Harbour Red Wings. W lipcu 2011 został zawodnikiem zespołu z rodzinnego miasta, Halifax Mooseheads, w barwach którego w latach 2011–2013 występował w juniorskich rozgrywkach QMJHL w ramach CHL. W tym czasie zdobywał nagrody indywidualne oraz wraz z drużyną zdobył mistrzostwo rozgrywek. 30 czerwca 2013 w drafcie NHL z 2013 został wybrany przez Colorado Avalanche z numerem jeden (jego kolega z drużyny Halifax, Jonathan Drouin, został wybrany z numerem trzy). 9 lipca 2013 podpisał trzyletni kontrakt z tym klubem, na występy w rozgrywkach NHL. W lipcu 2016 przedłużył kontrakt z klubem o siedem lat.

## Kariera reprezentacyjna
Został reprezentantem juniorskim Kanady. Występował w kadrach juniorskich kraju w turniejach mistrzostw świata do lat 17 (2011, 2012), Memoriale Ivana Hlinki 2012 i mistrzostw świata do lat 20 w 2013, mistrzostw świata w 2014, 2015, 2017. W barwach zespołu Ameryki Północnej do lat 23 brał udział w turnieju Pucharu Świata 2016.

## Sukcesy
Reprezentacyjne
- Złoty medal Memoriału Ivana Hlinki: 2012
- Złoty medal mistrzostw świata: 2015
- Srebrny medal mistrzostw świata: 2017

Klubowe
- Trophée Luc Robitaille: 2013
- Mistrzostwo QMJHL – Coupe du Président: 2013 z Halifax Mooseheads
- Mistrzostwo CHL – Memorial Cup: 2013 z Halifax Mooseheads
- Puchar Stanleya: 2022 z Colorado Avalanche

Indywidualne
- QMJHL 2011/2012:
  - Pierwsze miejsce w klasyfikacji asystentów wśród pierwszoroczniaków: 47 asyst
- QMJHL i CHL 2012/2013:
  - Drugi skład gwiazd QMJHL
  - Drugi skład gwiazd turnieju Memorial Cup 2011
  - Ed Chynoweth Trophy – pierwsze miejsce w klasyfikacji kanadyjskiej turnieju Memorial Cup 2010: 13 punktów
  - Stafford Smythe Memorial Trophy – Najbardziej Wartościowy Zawodnik (MVP) turnieju Memorial Cup 2011
  - CHL Top Prospects Game
- NHL (2013/2014):
  - NHL All-Rookie Team
  - Calder Memorial Trophy
- NHL (2013/2014):
  - NHL All-Star Game 2017
- Mistrzostwa Świata w Hokeju na Lodzie 2017/Elita:
  - Siódme miejsce w klasyfikacji strzelców turnieju: 6 goli[4]
  - Trzecie miejsce w klasyfikacji asystentów turnieju: 9 asyst[5]
  - Trzecie miejsce w klasyfikacji kanadyjskiej turnieju: 15 punktów[6]
  - Skład gwiazd turnieju[7]
- NHL (2017/2018):
  - NHL All-Star Game 2018